# Гіалуронідаза-1
HYAL1 (англ. Hyaluronoglucosaminidase 1) – білок, який кодується однойменним геном, розташованим у людей на короткому плечі 3-ї хромосоми.  Довжина поліпептидного ланцюга білка становить 435 амінокислот, а молекулярна маса — 48 368.
| 10         |  | 20         |  | 30         |  | 40         |  | 50         |
| ---------- |  | ---------- |  | ---------- |  | ---------- |  | ---------- |
| MAAHLLPICA |  | LFLTLLDMAQ |  | GFRGPLLPNR |  | PFTTVWNANT |  | QWCLERHGVD |
| VDVSVFDVVA |  | NPGQTFRGPD |  | MTIFYSSQLG |  | TYPYYTPTGE |  | PVFGGLPQNA |
| SLIAHLARTF |  | QDILAAIPAP |  | DFSGLAVIDW |  | EAWRPRWAFN |  | WDTKDIYRQR |
| SRALVQAQHP |  | DWPAPQVEAV |  | AQDQFQGAAR |  | AWMAGTLQLG |  | RALRPRGLWG |
| FYGFPDCYNY |  | DFLSPNYTGQ |  | CPSGIRAQND |  | QLGWLWGQSR |  | ALYPSIYMPA |
| VLEGTGKSQM |  | YVQHRVAEAF |  | RVAVAAGDPN |  | LPVLPYVQIF |  | YDTTNHFLPL |
| DELEHSLGES |  | AAQGAAGVVL |  | WVSWENTRTK |  | ESCQAIKEYM |  | DTTLGPFILN |
| VTSGALLCSQ |  | ALCSGHGRCV |  | RRTSHPKALL |  | LLNPASFSIQ |  | LTPGGGPLSL |
| RGALSLEDQA |  | QMAVEFKCRC |  | YPGWQAPWCE |  | RKSMW      |  |            |

A: Аланін

C: Цистеїн

D: Аспарагінова кислота

E: Глутамінова кислота

F: Фенілаланін

G: Гліцин

H: Гістидин

I: Ізолейцин

K: Лізин

L: Лейцин

M: Метіонін

N: Аспарагін

P: Пролін

Q: Глутамін

R: Аргінін

S: Серин

T: Треонін

V: Валін

W: Триптофан

Кодований геном білок за функціями належить до гідролаз, глікозидаз. 
Задіяний у такому біологічному процесі як альтернативний сплайсинг. 
Локалізований у лізосомі.
Також секретований назовні.